# Театральний (готель, Запоріжжя)
Готель «Театральний» — готель в Запоріжжі. Будівля готелю є пам'яткою архітектури місцевого значення.
Готель був заснований 1912 року і до 100-річного ювілею у 2011 році був повністю реконструйований на сучасний тризірковий готель бізнес-класу. 
Готель «Театральний» розташований біля головного проспекту міста в діловому та історичному центрі Запоріжжя і пропонує своїм гостям 109 комфортабельних номерів шести категорій, ресторан і лобі-бар.
Для проведення ділових заходів у розпорядженні гостей є три сучасних конференц-зали на 40-90 осіб, обладнані необхідною професійною технікою для демонстрації різних мультимедійних матеріалів та бездротовим інтернетом.

## Історія
Будівля готелю була зведена до революції, але сильно постраждала під час визволення Запоріжжя у 1943 році. Сучасний вигляд готель отримав 1956 року під час реконструкції міста після Другої світової війни. Нинішня будівля готелю «Театрального» була зведена у 1950-х роках за проектом архітектора Л. Я. Штейнфайера та призначалася для розміщення в ньому готелю та ресторану. Театр малих форм, який на той момент знаходився поряд, також був перебудований. Під час війни приміщення театру, як і готелю, була майже повністю зруйнована та вимагала серйозної реконструкції. Під час ремонтно-будівельних робіт театр розширили та вдосконалили. Нова сцена тепер вже музично-драматичного театру була відкрита 30 січня 1953 року. Місцезнаходження біля театру вирішило наперед назву реконструйованого готелю. Готель було офіційно відкрито у 1956 році.
Будівля зберегла свою поверховість — в готелі як і раніше 4 поверхи. Споруда виконана у дусі класицизму, має П-подібну форму та виходить фасадами на вулиці Поштову, Троїцьку та Соборний проспект. Головний вхід у готель та ресторан розміщений з боку вулиці Троїцької. В оформленні фасадів використані класичні методи архітектурної виразності, такі як карнизи, портики, фризи, балюстради, ліпнина, пілястри та кесони. Парадний вхід прикрашає декоративна арка, прорізана в товщі стіни.
Готель «Театральний» став знаковим місцем Запоріжжя в радянський період. Він був притулком для знаменитих людей та артистів. Ресторан був одним з найкращих в місті.
Валерій Золотухін в готелі зустрівся зі своєю майбутньою дружиною. 1974 року в Запоріжжі знімали художній фільм «Єдина...», де актор грав головну роль. Вся знімальна група жила в готелі. Актор був зачарований скрипкою, на якій грала Тамара, майбутня дружина Валерія.

## Сучасність
У 1990-ті роки готель втратив колишню славу, став готелем економ-класу. На початку 2000-х років у будівлі готелю здавалися площі в оренду, готель став малопривабливим для туристів та гостей міста.
2007 року сесією Запорізької міської ради будівля готелю було внесено до списку пам'яток архітектури місцевого значення.
2010 року почалася повна реконструкція готелю. Сьогодні готель «Театральний» — єдиний історичний готель в Запоріжжі. На початку 2011 року відреставрований готель знову відкрився. Бездоганно виконаний в стилі ампір фасад будівлі, як зразок архітектурної пам'ятки міста, був вдало збережений та відновлений, гармонійно поєднуючись з сучасним оформленням номерів, холу та ресторану.
28 вересня 2015 року знімальна група телевізійного соціального реаліті-шоу «Ревізор» «Нового каналу» провела перевірку готелю, який отримав позитивні рекомендації.
У лютому 2021 року готель «Театральний» отримав престижну нагороду «Traveller Review Awards» від сервісу Booking. «Traveller Review Awards» — щорічна заохочувальна програма, в рамках якої готелі отримують нагороду за гостинність. «Театральний» отримав відзнаку у 9 балів від Booking, що є високою оцінкою. Рішення було прийняте на основі відгуків гостей.

## Галерея

Готель після війни, 1956 рік
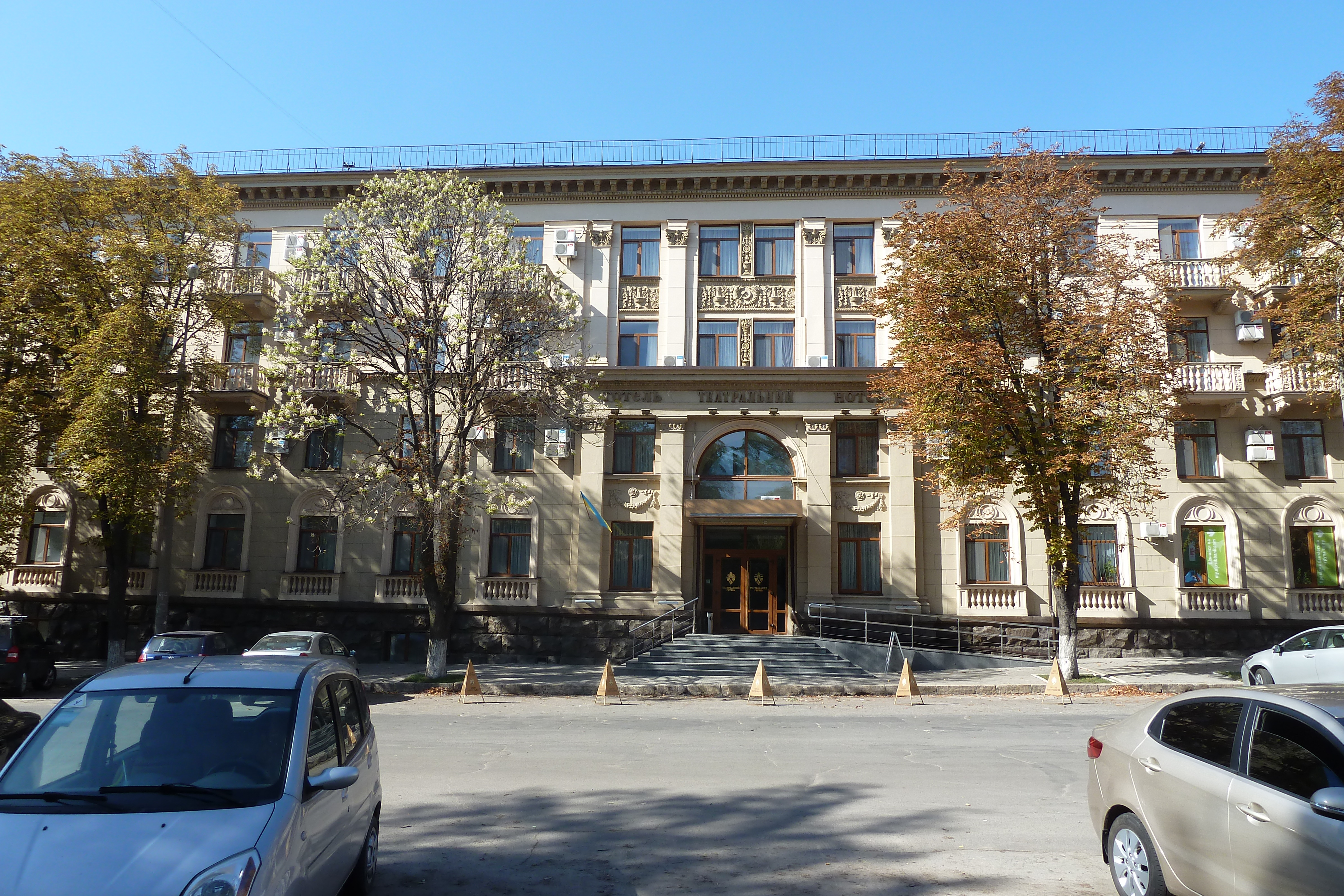
Сучасний готель «Театральний»
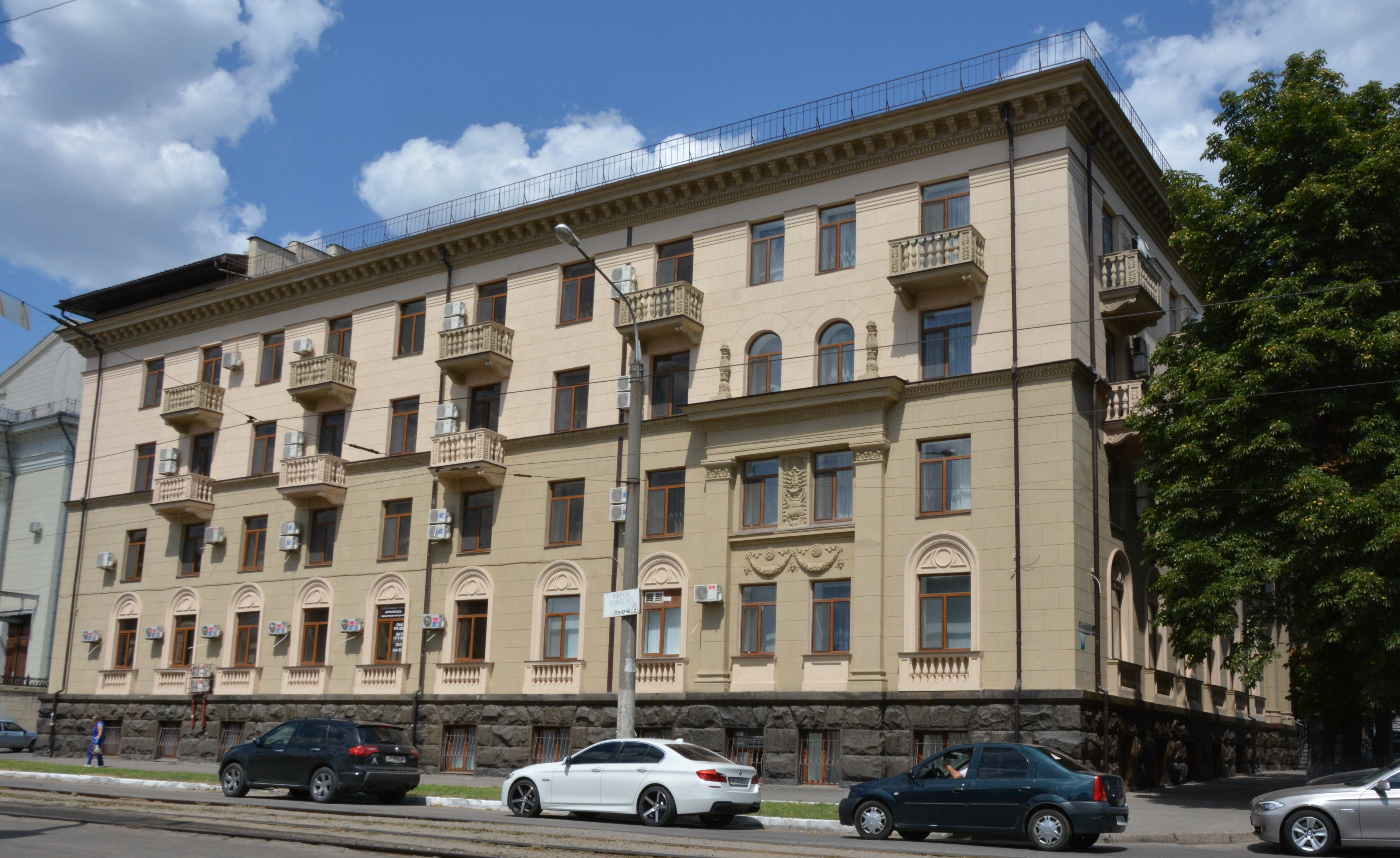
Вигляд з вулиці Поштової
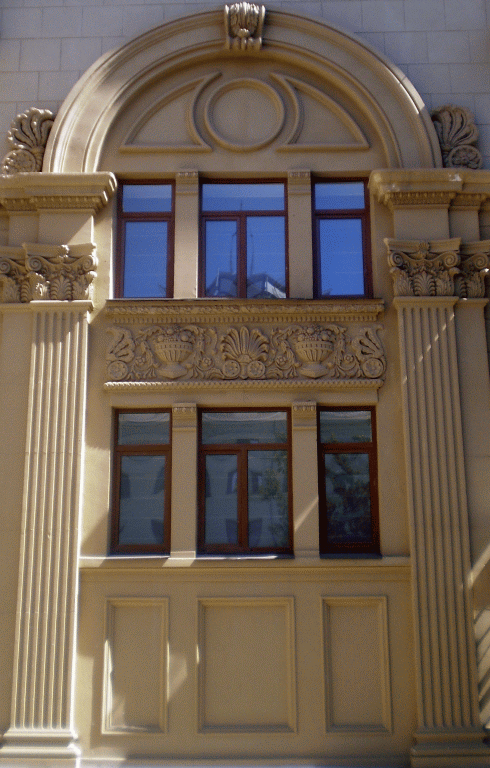
Внутрішній дворик готелю